# Masala Chai

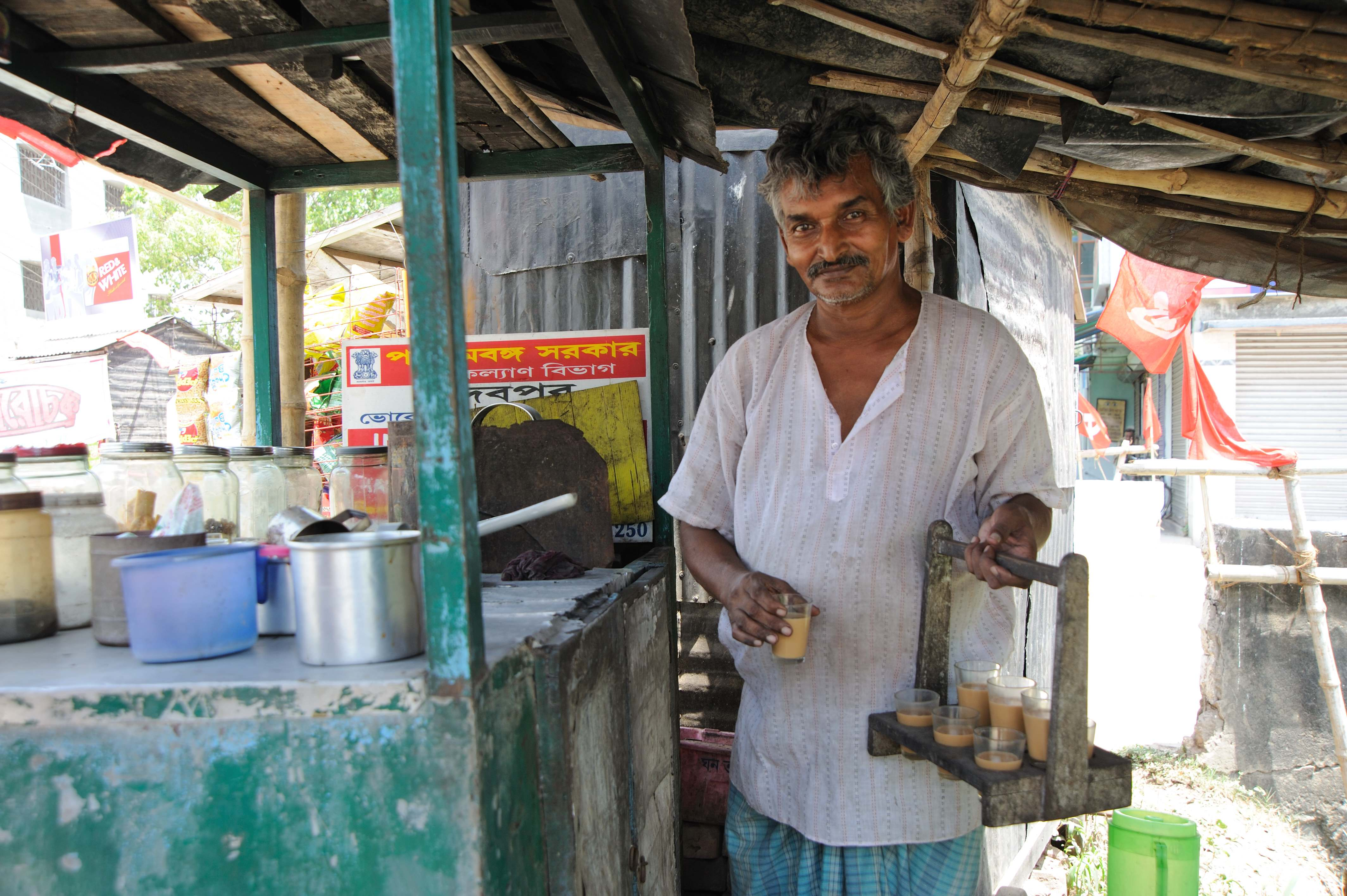
Teeverkäufer in Kolkata: Ein Chai-Wallah

Masala Chai (Hindi मसाला चाय masālā cāy [mʌˈsɑːlɑː ˈtʃɑːi] „Gewürztee“) bezeichnet in ganz Südasien ein Getränk aus Schwarztee, Milch, Zucker und einer Gewürzmischung. Im westlichen Sprachraum werden ähnliche Milchtees häufig als Chai Latte oder Chai Tea Latte in Cafés angeboten.

## Etymologie und Verbreitung des Wortes „Chai“
Tee stammt ursprünglich aus China. Während in nordchinesischen Dialekten das Zeichen für Tee als chá ausgesprochen wird, ist die Aussprache im Süden Chinas im Min Nan té und im kantonesischen chàh.
Die niederländischen Seefahrer importierten den Tee aus der Provinz Fujian und brachten damit die malaysisch-kantonesische Aussprache Tee nach Westeuropa und in alle westeuropäischen Sprachen. Auf dem Landweg verbreitete sich entlang der Seidenstraße die nordchinesische Aussprache cha bzw. chai nach Indien, Persien, den arabischen Ländern, das Osmanische Reich und Russland. Teeaufgüsse heißen auf Hindi chai (चाय), auf Nepali chiya, in russischer Sprache heißt die Teepflanze „чай“ (ausgesprochen: tschai) und teilweise werden auch in vielen osteuropäischen Sprachen Teeaufgüsse so bezeichnet. Die griechische Schreibung ist „τσάι“, die türkische Schreibweise ist çay, arabisch الشاي, DMG aš-šāy. Chai ist ferner das Wort für Tee in Äthiopien und im swahilisprachigen Ostafrika.
Die Teezubereitungen anderer Länder unterscheiden sich vom indischen Masala Chai. Türkischer çay ist wie das Getränk der meisten arabischen Länder schwarz mit Zucker. In der Teekultur der Maghrebländer wird unter Chai grüner Tee mit Minze verstanden. Bei den Pfadfindern und in der bündischen Jugend bezeichnet Tschai ein Mischgetränk aus schwarzem Tee, Wein oder Traubensaft, Orangensaft und anderen Säften, Nüssen und Obst (meist Trockenobst).

## Bedeutung des Wortes „Masala“
Masala bedeutet in Indien „Mischung“, besonders Gewürzmischung, daneben wird so ein melodramatisches Genre des indischen Spielfilms bezeichnet, das aus Spielhandlung und Tanzeinlagen besteht. In den arabischen Ländern am Persischen Golf verbreiteten indische Arbeitsmigranten den Masala Chai, der hier unter der Bezeichnung karak chai, „starker Tee“, bekannt ist.

## Zusammensetzung und Zubereitung

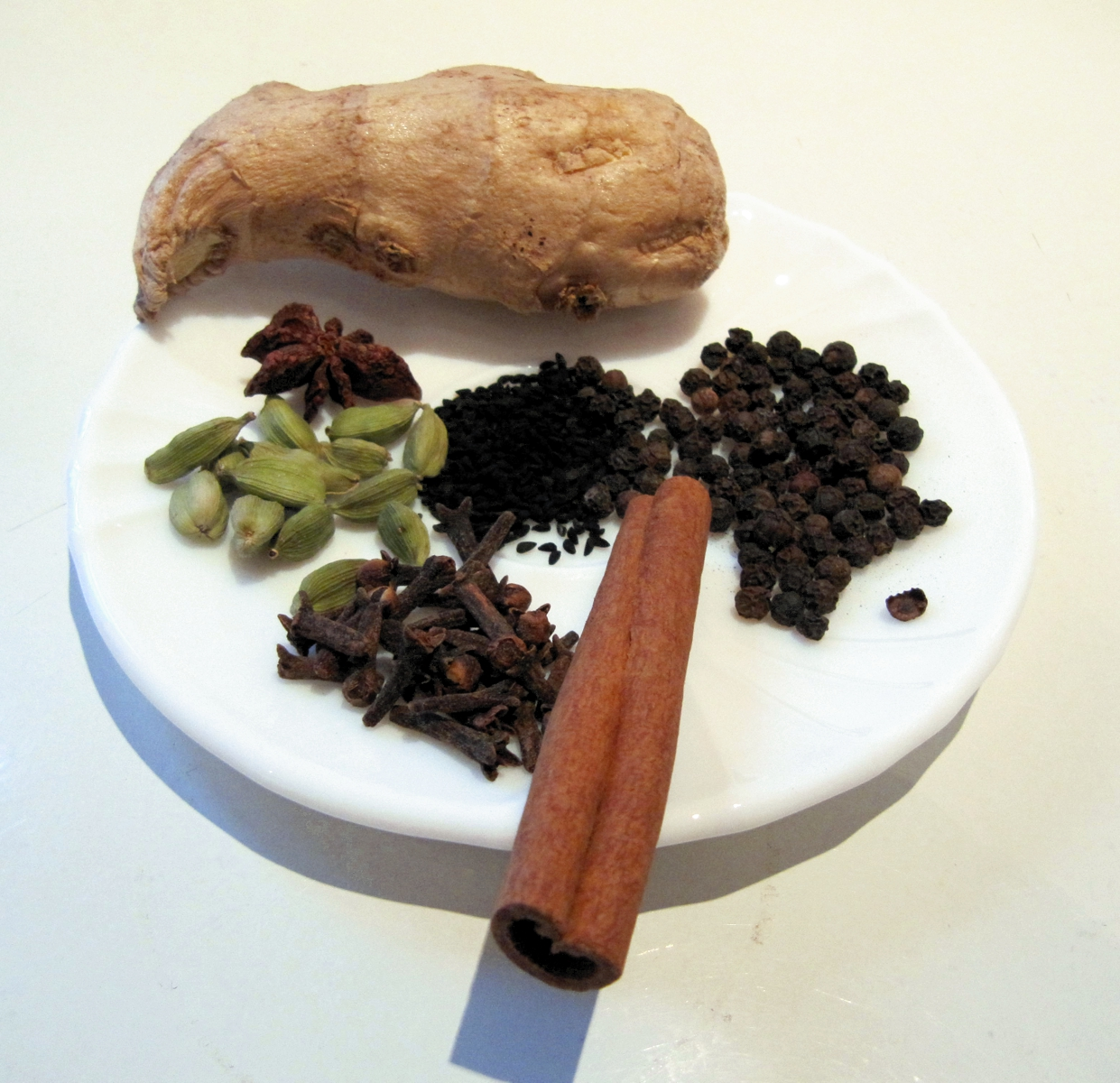
Typische Gewürze für Masala Chai: Ingwer, Nelken, Zimt, grüner Kardamom und Pfeffer. Der abgebildete Sternanis wird selten, der Schwarzkümmel in der Mitte wird nicht verwendet

Es gibt weder ein festes Rezept noch eine spezielle Zubereitungsmethode für Masala Chai, viele indische Familien haben ihr eigenes Rezept. Die Grundkomponenten jeder Masala-Chai-Zubereitung sind starker Schwarztee, dessen Geschmack nicht vollständig durch die verschiedenen Gewürze überdeckt wird, sowie Zucker und Milch. Hinzu kommen Gewürze wie Kardamom, Zimt, Ingwer, Pfefferkörner, Indische Lorbeerblätter, Nelken und Muskat.
Die Zubereitung variiert je nach Rezept. Häufig werden zuerst die Gewürze mit Wasser in einem Topf aufgekocht, bevor Tee, Milch und Zucker zugegeben werden und das Ganze ein weiteres Mal aufkocht. Danach wird der Topf vom Herd genommen und für einige Minuten stehengelassen, bevor die festen Bestandteile abgetrennt werden und der Tee serviert wird.

## Ähnliche Getränke
- Buttertee, Schwarztee mit Butter, der nördlich des Himalaya getrunken wird